# James Cañón
James Cañón nació y creció en Ibagué, Colombia. Emigró a Nueva York a mediados de la década de 1990 para estudiar inglés. Sus cuentos y ensayos han sido publicados en diversas revistas literarias de EE. UU. y Francia, y dos de ellos han sido recogidos en las antologías Bésame Mucho, (NY: Painted Leaf Press, 1999), y en Virgins, Guerrillas & Locas, (SF: Cleis Press, 2000). Cañón tiene un MFA en creación literaria de la Universidad de Columbia de Nueva York. Actualmente vive en Nueva York.

## Obra
La primera novela de Cañón, Tales from the Town of Widows (La aldea de las viudas), fue escrita originalmente en inglés, el segundo idioma del autor, y fue publicada en EE. UU., Canadá y el Reino Unido por Harper Collins en enero de 2007. Celebrada internacionalmente como "una importante contribución a la literatura americana", la novela se basa en una circunstancia social real, pero enseña una perspectiva diferente de la revolución: su foco es un pueblo ficticio de mujeres llamado Mariquita (como la población colombiana) de donde los hombres han sido reclutados a la fuerza por guerrilleros comunistas. La novela aborda los problemas de una sociedad estrictamente femenina, educando a sus lectores acerca del clima político y las luchas de uno de los países más problemáticos de Suramérica. Pero Cañón es optimista, y al final, Mariquita, el insignificante pueblo de viudas en tierra de hombres, demuestra ser un escenario ideal donde se pone de manifiesto la naturaleza humana, y donde la sociedad se reinventa a sí misma. Aunque la novela toma lugar en Colombia, los planteamientos ideológicos del autor pueden ser aplicados y reconocidos en cualquier lugar del mundo. Prueba de ello es que la misma ha sido publicada en una veintena de países y traducida a 11 idiomas. La adaptación cinematográfica de la misma, titulada "Without Men", estará lista a mediados de 2011. El reparto incluye a Eva Longoria, Christian Slater y María Conchita Alonso, entre otros, y estará dirigida por Gabriela Tagliavini.